# Lido degli Estensi
Lido degli Estensi is een plaats (frazione) in de Italiaanse gemeente Comacchio.